# Niebezpieczny Henryk: Film
Niebezpieczny Henryk: Film (ang. Henry Danger: The Movie, 2025) – amerykański superbohaterski film komediowy, oparty na serialu telewizyjnym Nickelodeon pod tytułem Niebezpieczny Henryk (2014-2020). Wyreżyserowany został przez Joe Menendeza na podstawie scenorysu opracowanego przez scenarzystów oryginalnego serialu Jake'a Farrowa i Christophera J. Nowaka. Światowa premiera odbyła się 17 stycznia 2025 roku w Stanach Zjednoczonych na kanale Nickelodeon i platformie Paramount+. W Polsce film po raz pierwszy pojawił się 22 lutego 2025 roku na kanale Nickelodeon.

## Fabuła
Henryk Hart spotyka swoją superfankę, która marzy o zwalczaniu przestępstw razem z Niebezpiecznym i jest w posiadaniu urządzenia, które może otwierać drogę do alternatywnych rzeczywistości. Henryk będzie potrzebował pomocy swojego najlepszego przyjaciela Jaspera i swojej nowej pomocniczki, by wydostać się z innego wymiaru lub zostać uwięzionym na zawsze.

## Obsada
- Jace Norman jako Henryk Hart / Niebezpieczny[1][3]
- Sean Ryan Fox jako Jasper Dunlop[1]
- Ella Anderson jako Piper Hart[1]
- Michael D. Cohen jako Schwoz Schwartz[1]
- Frankie Grande jako Frankini[1]
- Glee Dango jako Missy Martin[1]

- Andre Tricoteux jako Trener Cregg
- Cooper Barnes jako Ray Manchester / Kapitan Be
- Eric Mazimpaka jako Ściemniacz
- Rachael Drance jako Detektyw Jones
- Breeze Dango jako Gemma Martin

## Produkcja
W maju 2017 roku Nickelodeon zapowiedziało produkcję filmu opartego na popularnym serialu Niebezpieczny Henryk w ciągu następnych kilku lat. Pięć lat później, w 2022, do informacji podano, że aktor Jace Norman, z obsady serialu, będzie odtwarzać swoją postać w tym właśnie filmie. 
Zdjęcia ruszyły 11 marca 2024 roku w Vancouverze i Richmond w Kanadzie, a zakończyły się 18 kwietnia.
W listopadzie 2024 roku oficjalnie ogłoszono, że premiera filmu odbędzie się 17 stycznia, równolegle na Nickelodeon i Paramount+ w Stanach Zjednoczonych.  Pierwszy zwiastun pojawił się w sieci 17 grudnia 2024 roku.